# 루네베리 토르테
루네베리 토르테(Runeberg torte, 핀란드어: runebergintorttu 루네베린토르투[*], 스웨덴어: runebergstårta 루네베리스토르타[*])는 아몬드와 푼슈 또는 럼을 넣어 만들고 아이싱과 라즈베리잼을 올려 내는 핀란드의 토르테이다. 핀란드의 "국민 시인"인 요한 루드비그 루네베리의 이름을 땄는데, 아내인 프레드리카 루네베리가 처음 만들었으며, 요한 루드비그 루네베리가 아침으로 즐겨 먹었다고 전해진다. 핀란드에서는 보통 1월부터 루네베리의 생일인 2월 5일까지 이 토르테를 즐겨 먹으며, 루네베리의 고향인 포르보에서는 이 기간이 아니더라도 루네베리 토르테를 늘 볼 수 있다.